# Jahangir Aliyev
Jahangir Hasanali oglu Aliyev (en azerí: Cahangir Həsənəli oğlu Əliyev; Raión de Amasiay, 5 de mayo de 1931 - Bakú, 2010) fue un político y periodista de Azerbaiyán, Primer Secretario del Comité del Partido del Raión de Amasiay entre 1974 y 1981, editor jefe del periódico Armenia Soviética entre 1981 y 1984, miembro del Comité Central del Partido Comunista de la RSS de Armenia, vicepresidente del Presidium del Sóviet Supremo de la RSS de Armenia, diputado del Sóviet Supremo de la RSS de Armenia.

## Biografía
Jahangir Aliyev nació el 5 de mayo de 1931 en el pueblo de Duzkend. Después de graduarse en la Universidad Pedagógica Estatal de Azerbaiyán, comenzó su carrera como profesor en la escuela de Duzkend. Entre 1952 y 1954 trabajó como segundo y luego primer secretario del comité distrital del Komsomol.
Entre 1956 y 1962 fue ascendido al puesto de editor del periódico "Kolkhozchu tribunasi" publicado en el distrito de Amasiay y fue elegido miembro de la mesa del comité distrital del partido. En los años 1962-1964, después de estudiar en la Academia de Administración Pública y recibir una educación política superior, trabajó como editor adjunto del periódico interregional "Shirak" y más tarde como jefe del departamento de propaganda del Comité del Partido del Raión de Amasiay. En 1965 fue nombrado presidente del comité ejecutivo del consejo del distrito de Amasiay. Después de trabajar en este cargo durante cuatro años, fue ascendido al puesto de responsable del departamento de propaganda y agitación del Comité Central del Partido Comunista de la RSS de Armenia.
En diciembre de 1974 Jahangir Aliyev fue elegido Primer Secretario del Comité del Partido del Raión de Amasiay. En los años 1975-1985 fue elegido diputado del Sóviet Supremo de la RSS de Armenia de la IX-X convocatoria  y vicepresidente del Presidium del Sóviet Supremo de la RSS de Armenia entre 1982 y 1985.
En 1981 Jahangir Aliyev fue nombrado editor jefe del periódico Armenia Soviética. Trabajó en este cargo hasta diciembre de 1984. Jahangir Aliyev, que se mudó a Bakú en 1985, trabajó primero en la oficina del Comité Central del Partido Comunista de la RSS de Azerbaiyán, en el departamento de prensa, y desde 1991 trabajó en el periódico "Xalq".

## Premios y títtulos
- Medalla Taraggi (2005)[4]